# بيتر فيشر (معالج مثلي)
بيتر فيشر (بالإنجليزية: Peter Fisher)‏ هو معالج مثلي ‏ بريطاني، ولد في 1950، وتوفي في 15 أغسطس 2018.